# Filippo Agostini
Filippo Agostini (Genova, 7 dicembre 1992) è un pallanuotista italiano, portiere della Rari Nantes Imperia.

## Statistiche

### Presenze e reti nei club giovanili
Statistiche aggiornate al 10 gennaio 2011.
| Stagione        | Squadra         | Campionato      | Campionato | Campionato | Coppe nazionali | Coppe nazionali | Coppe nazionali | Coppe continentali | Coppe continentali | Coppe continentali | Totale | Totale |
| Stagione        | Squadra         | Comp            | Pres       | Reti       | Comp            | Pres            | Reti            | Comp               | Pres               | Reti               | Pres   | Reti   |
| --------------- | --------------- | --------------- | ---------- | ---------- | --------------- | --------------- | --------------- | ------------------ | ------------------ | ------------------ | ------ | ------ |
| 2005-2006       | Imperia         | Allievi A       | 5          | 0          |                 | -               | -               |                    | -                  | -                  | 5      | 0      |
| 2007-2008       | Imperia         | Allievi A       | 4          | 0          |                 | -               | -               |                    | -                  | -                  | 4      | 0      |
| 2008-2009       | Imperia         | Allievi A       | 20         | 0          |                 | -               | -               |                    | -                  | -                  | 20     | 0      |
| Totale carriera | Totale carriera | Totale carriera | 29         | 0          |                 | -               | -               |                    | -                  | -                  | 29     | 0      |

### Presenze e reti nei club
Statistiche aggiornate al 10 gennaio 2011.
| Stagione        | Squadra         | Campionato      | Campionato | Campionato | Coppe nazionali | Coppe nazionali | Coppe nazionali | Coppe continentali | Coppe continentali | Coppe continentali | Totale | Totale |
| Stagione        | Squadra         | Comp            | Pres       | Reti       | Comp            | Pres            | Reti            | Comp               | Pres               | Reti               | Pres   | Reti   |
| --------------- | --------------- | --------------- | ---------- | ---------- | --------------- | --------------- | --------------- | ------------------ | ------------------ | ------------------ | ------ | ------ |
| 2009-2010       | Imperia         | A1              | ?          | 0          |                 | -               | -               |                    | -                  | -                  | ?      | 0      |
| 2010-2011       | Imperia         | A1              | 11         | 0          |                 | -               | -               |                    | -                  | -                  | 11     | 0      |
| Totale carriera | Totale carriera | Totale carriera | ?          | 0          |                 | -               | -               |                    | -                  | -                  | ?      | 0      |